# Campionati europei di ciclismo su strada 2018 - Cronometro maschile Junior
La cronometro maschile Junior dei Campionati europei di ciclismo su strada 2018, quattordicesima edizione della prova, si disputò il 13 luglio 2018 su un percorso di 23 km con partenza ed arrivo a Brno, nella Repubblica Ceca. La medaglia d'oro fu appannaggio del belga Remco Evenepoel, il quale completò il percorso con il tempo di 29'51"30, alla media di 46,23 km/h; l'argento andò al connazionale Ilan Van Wilder e bronzo all'italiano Antonio Tiberi.
Sul traguardo 54 ciclisti su 57 portarono a termine la competizione.

## Ordine d'arrivo (Top 10)
| Pos. | Corridore         | Squadra     | Tempo     |
| ---- | ----------------- | ----------- | --------- |
| 1    | Remco Evenepoel   | Belgio      | 29'51"30  |
| 2    | Ilan Van Wilder   | Belgio      | a 24"14   |
| 3    | Antonio Tiberi    | Italia      | a 40"26   |
| 4    | Michel Hessmann   | Germania    | a 1'20"49 |
| 5    | Alexandre Balmer  | Svizzera    | a 1'28"84 |
| 6    | Ruslan Koshovyi   | Ucraina     | a 1'34"08 |
| 7    | Carlos Rodríguez  | Spagna      | a 1'39"71 |
| 8    | Oleg Kanaka       | Ucraina     | a 1'43"01 |
| 9    | Manuel Michielsen | Paesi Bassi | a 2'05"72 |
| 10   | Damien Papierski  | Polonia     | a 2'09"51 |